# Agnières
Pour les articles homonymes, voir Agnières (homonymie).
Agnières est une commune française située dans le département du Pas-de-Calais en région Hauts-de-France. Ses habitants sont appelés les Agniérois.
La commune fait partie de la communauté de communes des Campagnes de l'Artois qui regroupe 96 communes et compte 33 141 habitants en 2021.

## Géographie

### Localisation
Le territoire de la commune est limitrophe de ceux de six communes.
Les communes limitrophes sont  Aubigny-en-Artois, Camblain-l'Abbé, Cambligneul, Capelle-Fermont, Hermaville et Villers-Châtel.

### Géologie et relief
La superficie de la commune est de 3,25 km2 ; son altitude varie de 87  à   131 mètres.

### Hydrographie
Le territoire de la commune est situé dans le bassin Artois-Picardie.
La commune est traversée par la rivière Scarpe, cours d'eau naturel non navigable de 26,8 km qui prend sa source dans la commune de Tincques et se jette dans la Scarpe canalisée au niveau de la commune de Saint-Nicolas.

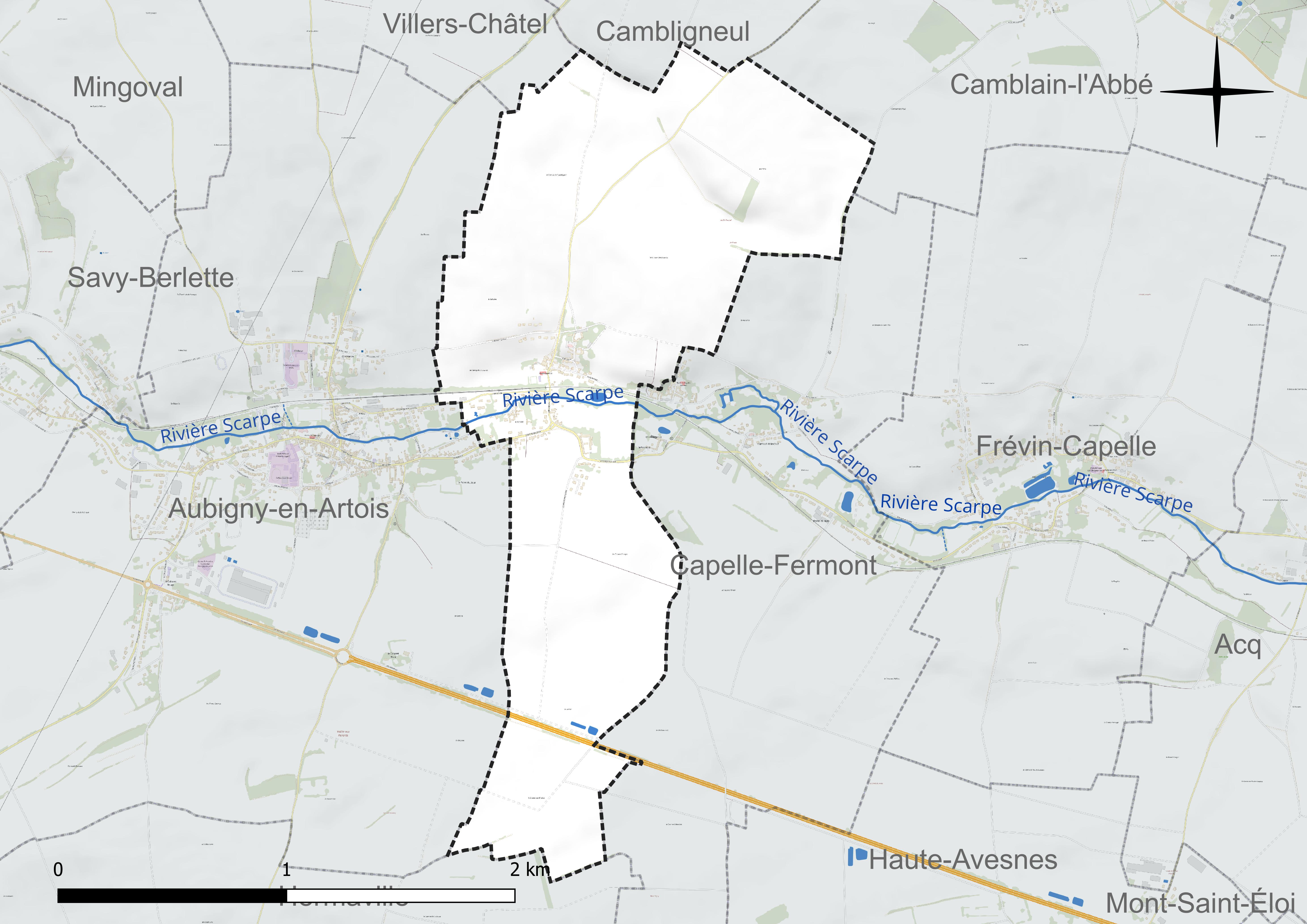
Réseau hydrographique d'Agnières.

### Climat
Pour des articles plus généraux, voir Climat des Hauts-de-France et Climat du Pas-de-Calais.
En 2010, le climat de la commune est de type climat océanique dégradé des plaines du Centre et du Nord, selon une étude du CNRS s'appuyant sur une série de données couvrant la période 1971-2000. En 2020, Météo-France publie une typologie des climats de la France métropolitaine dans laquelle la commune est exposée à un climat océanique et est dans une zone de transition entre les régions climatiques « Nord-est du bassin Parisien » et « Côtes de la Manche orientale ».
Pour la période 1971-2000, la température annuelle moyenne est de 10,1 °C, avec une amplitude thermique annuelle de 14,3 °C. Le cumul annuel moyen de précipitations est de 801 mm, avec 12,3 jours de précipitations en janvier et 9 jours en juillet. Pour la période 1991-2020, la température moyenne annuelle observée sur la station météorologique la plus proche, située sur la commune de Saulty à 16 km à vol d'oiseau, est de 10,4 °C et le cumul annuel moyen de précipitations est de 899,7 mm,. Pour l'avenir, les paramètres climatiques de la commune estimés pour 2050 selon différents scénarios d'émission de gaz à effet de serre sont consultables sur un site dédié publié par Météo-France en novembre 2022.

## Urbanisme

### Typologie
Au 1er janvier 2024, Agnières est catégorisée bourg rural, selon la nouvelle grille communale de densité à sept niveaux définie par l'Insee en 2022.
Elle appartient à l'unité urbaine d'Aubigny-en-Artois, une agglomération intra-départementale regroupant six  communes, dont elle est une commune de la banlieue,,. Par ailleurs la commune fait partie de l'aire d'attraction d'Arras, dont elle est une commune de la couronne,. Cette aire, qui regroupe 163 communes, est catégorisée dans les aires de 50 000 à moins de 200 000 habitants,.

### Occupation des sols
L'occupation des sols de la commune, telle qu'elle ressort de la base de données européenne d’occupation biophysique des sols Corine Land Cover (CLC), est marquée par l'importance des territoires agricoles (92,3 % en 2018), en diminution par rapport à 1990 (100 %). La répartition détaillée en 2018 est la suivante : 
terres arables (91,5 %), zones urbanisées (7,7 %), prairies (0,8 %). L'évolution de l’occupation des sols de la commune et de ses infrastructures peut être observée sur les différentes représentations cartographiques du territoire : la carte de Cassini (XVIIIe siècle), la carte d'état-major (1820-1866) et les cartes ou photos aériennes de l'IGN pour la période actuelle (1950 à aujourd'hui).

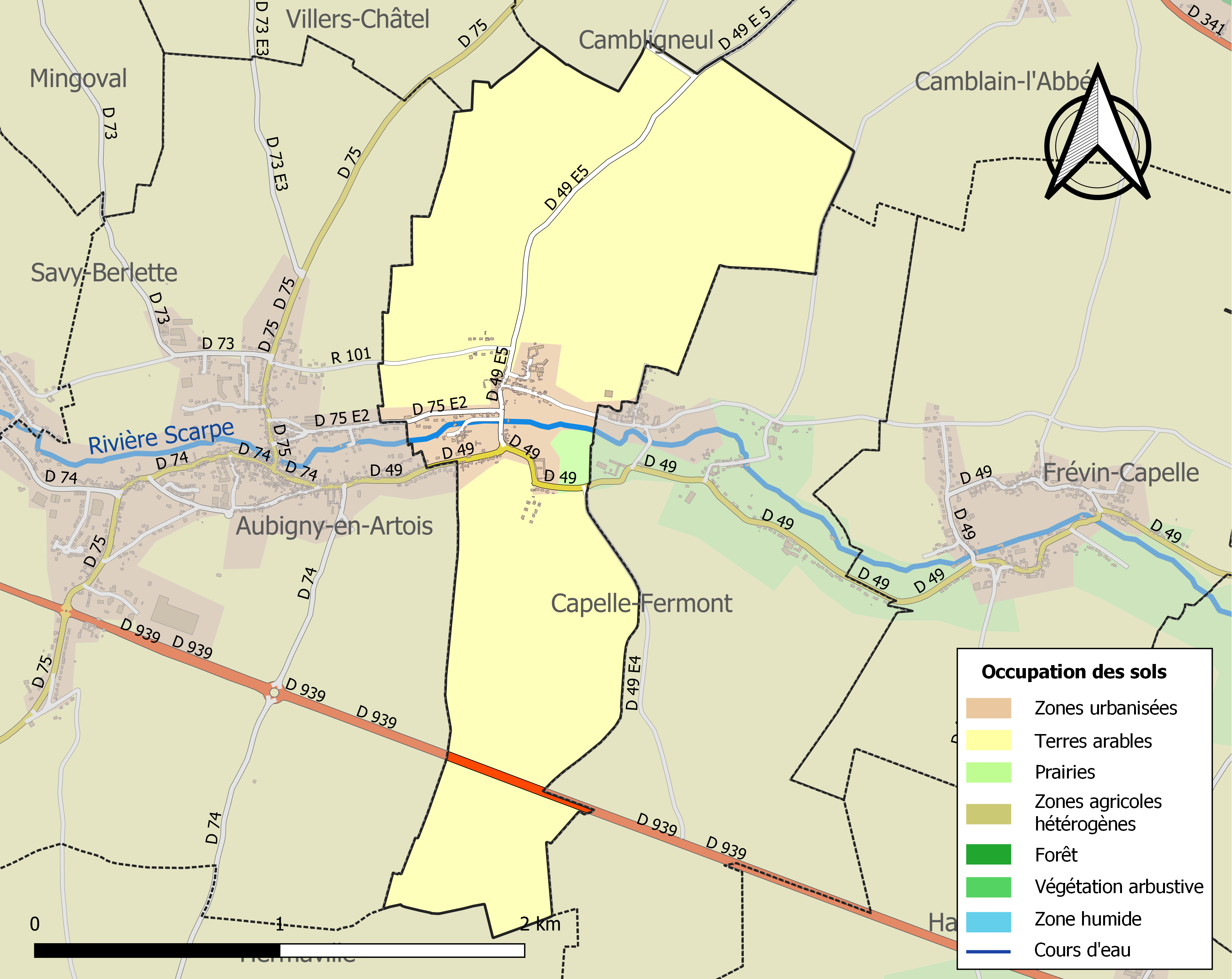
Carte des infrastructures et de l'occupation des sols de la commune en 2018 (CLC).

## Toponymie
Le nom de la localité est attesté sous les formes Enier en 1131, Anhiers en 1187, Agnères en 1907.
Dérivé, peut-être, du gaulois ana « marais » et du suffixe latin -arium « suffixe locatif » dans sa déclinaison féminin pluriel -aria, ce qui donne « ensembles de marais ».

## Histoire

### Première Guerre mondiale
Pendant la Première Guerre mondiale, après la bataille de l'Artois (mai-juin 1915), début juillet 1915, Aubigny-en-Artois et des communes proches en arrière du front (Berles-Monchel, Savy-Berlette, Agnières), ont servi de lieux de cantonnement pour les troupes.

## Politique et administration

### Découpage territorial
La commune se trouve dans l'arrondissement d'Arras du département du Pas-de-Calais.

#### Commune et intercommunalités
La commune est membre de la communauté de communes des Campagnes de l'Artois.

#### Circonscriptions administratives
La commune est rattachée au canton d'Avesnes-le-Comte.

#### Circonscriptions électorales
Pour l'élection des députés, la commune fait partie de la première circonscription du Pas-de-Calais.

### Élections municipales et communautaires

#### Liste des maires
| Période                                  | Période                       | Identité         | Étiquette | Qualité                                                  |
| ---------------------------------------- | ----------------------------- | ---------------- | --------- | -------------------------------------------------------- |
| Les données manquantes sont à compléter. |                               |                  |           |                                                          |
| 1989                                     | 2008                          | Michel Paillard  |           |                                                          |
| mars 2008                                | 2014                          | Christian Domart | MPF       |                                                          |
| 2014,                                    | En cours (au 19 juillet 2020) | Pascal Mestan    |           | Professeur de technologie Réélu pour le mandat 2020-2026 |

## Équipements et services publics

### Justice, sécurité, secours et défense
La commune dépend du tribunal judiciaire d'Arras, du conseil de prud'hommes d'Arras, de la cour d'appel de Douai, du tribunal de commerce d'Arras, du tribunal administratif de Lille, de la cour administrative d'appel de Douai et du tribunal pour enfants d'Arras.

## Population et société
Les habitants de la commune sont appelés les Agniérois.

### Démographie

#### Évolution démographique
L'évolution du nombre d'habitants est connue à travers les recensements de la population effectués dans la commune depuis 1793. Pour les communes de moins de 10 000 habitants, une enquête de recensement portant sur toute la population est réalisée tous les cinq ans, les populations de référence des années intermédiaires étant quant à elles estimées par interpolation ou extrapolation. Pour la commune, le premier recensement exhaustif entrant dans le cadre du nouveau dispositif a été réalisé en 2006.

En 2022, la commune comptait 255 habitants, en évolution de +3,24 % par rapport à 2016 (Pas-de-Calais : −0,72 %, France hors Mayotte : +2,11 %).
| 1793 | 1800 | 1806 | 1821 | 1831 | 1836 | 1841 | 1846 | 1851 |
| ---- | ---- | ---- | ---- | ---- | ---- | ---- | ---- | ---- |
| 117  | 109  | 108  | 127  | 147  | 139  | 129  | 130  | 130  |

| 1856 | 1861 | 1866 | 1872 | 1876 | 1881 | 1886 | 1891 | 1896 |
| ---- | ---- | ---- | ---- | ---- | ---- | ---- | ---- | ---- |
| 143  | 136  | 150  | 149  | 148  | 148  | 143  | 137  | 161  |

| 1901 | 1906 | 1911 | 1921 | 1926 | 1931 | 1936 | 1946 | 1954 |
| ---- | ---- | ---- | ---- | ---- | ---- | ---- | ---- | ---- |
| 178  | 163  | 171  | 174  | 165  | 158  | 151  | 121  | 145  |

| 1962 | 1968 | 1975 | 1982 | 1990 | 1999 | 2006 | 2011 | 2016 |
| ---- | ---- | ---- | ---- | ---- | ---- | ---- | ---- | ---- |
| 158  | 153  | 170  | 174  | 185  | 150  | 205  | 242  | 247  |

| 2021 | 2022 | - | - | - | - | - | - | - |
| ---- | ---- | - | - | - | - | - | - | - |
| 255  | 255  | - | - | - | - | - | - | - |

#### Pyramide des âges
La population de la commune est relativement jeune.
En 2018, le taux de personnes d'un âge inférieur à 30 ans s'élève à 39,2 %, soit au-dessus de la moyenne départementale (36,7 %). À l'inverse, le taux de personnes d'âge supérieur à 60 ans est de 18,3 % la même année, alors qu'il est de 24,9 % au niveau départemental.
En 2018, la commune comptait 126 hommes pour 122 femmes, soit un taux de 50,81 % d'hommes, largement supérieur au taux départemental (48,5 %).
Les pyramides des âges de la commune et du département s'établissent comme suit.
| Hommes | Classe d’âge | Femmes |
| ------ | ------------ | ------ |
| 0,0    | 90 ou +      | 1,6    |
| 1,6    | 75-89 ans    | 6,6    |
| 16,0   | 60-74 ans    | 10,7   |
| 14,4   | 45-59 ans    | 16,4   |
| 28,0   | 30-44 ans    | 26,2   |
| 13,6   | 15-29 ans    | 9,8    |
| 26,4   | 0-14 ans     | 28,7   |

| Hommes | Classe d’âge | Femmes |
| ------ | ------------ | ------ |
| 0,5    | 90 ou +      | 1,6    |
| 5,6    | 75-89 ans    | 8,9    |
| 16,7   | 60-74 ans    | 18,1   |
| 20,2   | 45-59 ans    | 19,2   |
| 18,9   | 30-44 ans    | 18,1   |
| 18,2   | 15-29 ans    | 16,2   |
| 19,9   | 0-14 ans     | 17,9   |

## Économie

### Revenus et fiscalité
En 2019, dans la commune, il y a 94 ménages fiscaux qui comprennent 249 personnes pour un revenu médian disponible par unité de consommation de 23 510 euros, soit supérieur au revenu national qui est de 21 930 euros,.

## Culture locale et patrimoine

### Lieux et monuments
- Le monument aux morts[32].
- L'église Saint-Léger.
- La motte bâtie sur un éperon à proximité de l'église et d'une marnière. Elle est entourée d'un fossé, au fond duquel s'ouvre une cavité voutée en croisée d'ogives[33].

### Héraldique
| Armes d'Agnières | Les armes d'Agnières se blasonnent ainsi : De sinople à l'aigle d'or, becquée et membrée de gueules. |

## Pour approfondir